# Улица Парижской Коммуны (Березники)
Улица Парижской Коммуны — улица в городе Березники Пермского края.

## История
Своё начало улица берет в одной из деревень (Абрамово или Кропачево), которые в 1932 году были объединены в город Березники. Учитывая время основания деревень, можно предполагать, что территория будущей улицы была заселена в XVI—XVII веках.
Улица названа в 1920-х годах в честь революционного правительства Парижа 1871 года и муниципального правления Парижа в конце XVIII в. Название является типичным для населенных пунктов СССР того периода (см., Улица Парижской Коммуны).

## Расположение и благоустройство
Улица начинается в северной части города, от перекрестка с улицей Карла Маркса, и продолжается до Торговой площади в восточной части Березников. Направление — с северо-запада на юго-восток. На улице расположены остановки общественного транспорта «М-н № 45», «Ул. Ломоносова», «Ул. Потёмина», «Площадь Торговая». Осуществляется автобусное движение.

## Здания и сооружения
Детализация по строениям (57): 1, 2, 3, 4, 5, 6, 7, 8, 9, 10, 11, 12, 13, 14, 15, 16, 17, 18, 19, 20, 21, 22, 23, 24, 25, 26, 27, 28, 29, 30, 31, 32, 33, 34,
35, 36, 37, 38, 39, 40, 41, 42, 43, 44, 45, 46, 47, 48, 49, 50, 51, 52, 53, 54, 55, 57, 59.
- 4 — ООО «Автотранскалий»
- 6 — Березниковский молочный комбинат
- 12 — Березниковский комитет по охране природы
- 13 — Детский сад № 67
- 44А — Детский сад № 64
- 56 — Детский сад № 77